# Dealu Mare (gmina Ionești)
Dealu Mare – wieś w Rumunii, w okręgu Vâlcea, w gminie Ionești. W 2011 roku liczyła 326 mieszkańców.